# Bulkley-Nechako
Bulkley-Nechako – dystrykt regionalny w kanadyjskiej prowincji Kolumbia Brytyjska. Siedziba władz znajduje się w Burns Lake. Największym miastem regionu jest Smithers.
Bulkley-Nechako ma 39 208 mieszkańców. Język angielski jest językiem ojczystym dla 88,9%, niemiecki dla 3,5%, francuski dla 1,2%, holenderski dla 1,1% mieszkańców (2011).
| Samorząd ang. Municipality | Liczba mieszkańców |
| Smithers                   | 5,217              |
| Vanderhoof                 | 4,064              |
| Houston                    | 3,163              |
| Fort St. James             | 1,355              |
| Burns Lake                 | 2,107              |
| Telkwa                     | 1,295              |
| Fraser Lake                | 1,113              |
| Granisle                   | 364                |